# ルル二部作
「ルル二部作」は、フランク・ヴェーデキントの戯曲「地霊」（Erdgeist, 1897年）と「パンドラの箱」（Die Büchse der Pandora, 1904年）の二作の通称。世紀末社会の退廃を背景に、奔放な女ルル (ルールー、Lulu) が男たちを次々と破滅させて行くさまを描く二作で、「地霊」は4幕、「パンドラの箱」は3幕からなるが、「地霊」の第三幕、「パンドラ」の第二幕をそれぞれカットして一晩で上演されることもある。アルバン・ベルクのオペラ『ルル』の原作としても知られる。

## 梗概
ルルはもともと浮浪児で、父親がわりの浮浪者ジゴルヒのもとで暮らしていたのを、シェーン博士によってひきとられた過去を持つ。博士はルルと関係をもった後、医学会の重鎮であるゴルのもとに彼女を嫁がせており、「地霊」の劇はこの時点からはじまる。ゴルの妻となっているルルは、画家シュヴァルツのモデルを引き受け、彼と戯れていたところを目撃させることによってゴルを卒中においやる（第一幕）。ルルはシュヴァルツと結婚するが、しかしその生活に不満をいだく。そこに父親代わりだったジゴルヒがたかりに来て、さらにシェーン博士が登場してルルの過去を暴露し、そのことでシュヴァルツは自殺に追いやられる（第二幕）。やがてシェーン博士の手によってルルは踊り子として成功する。しかしシェーンが別の女性と婚約したことを知って激昂し、楽屋裏で彼に婚約破棄をせまる（第三幕）。そしてシェーンの妻の座に居座ったルルは、取り巻きをはべらせて放縦な生活をおくる。その妻への嫉妬に駆られたシェーンは、ピストルを突きつけて彼女に自殺を迫るものの、ルルはそのピストルでシェーンを射殺してしまう（第四幕）。
続篇『パンドラの箱』では、シェーンの射殺によって投獄されたルルを救おうと取り巻きたちが画策し、彼女に思いを寄せていた伯爵令嬢が替え玉になることによって脱獄させることに成功する（第一幕）。ルルはシェーン博士の息子アルヴァらとともにパリに逃れるが、娼婦の売り買いをしているイタリア人ピアーニ伯爵に脅迫され、さらに取り巻きからも口止め料を請求されたために逃亡を余儀なくされる（第二幕）。しかし投資した銀行の破産などによってルルたちはおちぶれ、ロンドンの屋根裏部屋でジゴルヒ、アルヴァらと暮らしながら街娼をして暮らす破目になる。ルルは次々と客を連れてくるが、嫉妬に駆られたアルヴァは客のひとりの黒人に詰め寄って逆に撲殺され、ルル自身も切り裂きジャックの手にかかって殺されてしまう（第三幕）。

## 成立と上演
「ルル二部作」はもともと切り裂きジャック事件から着想されたものである。主人公「ルル」はしばしば妖婦（ファム・ファタール）の典型として解釈されるが、ヴェーデキント自身は、「ルル」はあくまで愛すべきかわいい女であり、既成の道徳にとらわれずにいるために周囲を危険にさらすことになるだけなのだと説明している。この二部作の原型は1894年に「パンドラの箱」5幕として一旦完成しており、その後「地霊」の第三幕、「パンドラの箱」第一幕がそれぞれ加筆され独立して発表された。1904年7月には「パンドラの箱」の単行本が猥褻文書として検事局に押収され、作者と書店主が起訴された。1905年に無罪判決が出たが、押収された書物は破棄されている。
「地霊」の初演は1897年10月29日ミュンヘン。「パンドラの箱」は1904年2月1日、ニュルンベルク親和劇場。初演ではヴェーデキント自身がシェーン博士および切り裂きジャックを演じた。また「パンドラの箱」は1905年にカール・クラウスによってウィーンで上演されており、このときにルルを演じたティリー・ネーヴェスはのちにヴェーデキントの妻となっている。日本では戦前に蝙蝠座が『ルル子』という翻案作品を上演しており、戦後は俳優座にて1977年、千田是也演出で上演されている。
なお「パンドラの箱」はゲオルク・ヴィルヘルム・パープスト監督、ルイーズ・ブルックス主演で1929年に映画化もされている（パンドラの箱 (映画)）。